# Thomas de Mahy, marquès de Favras

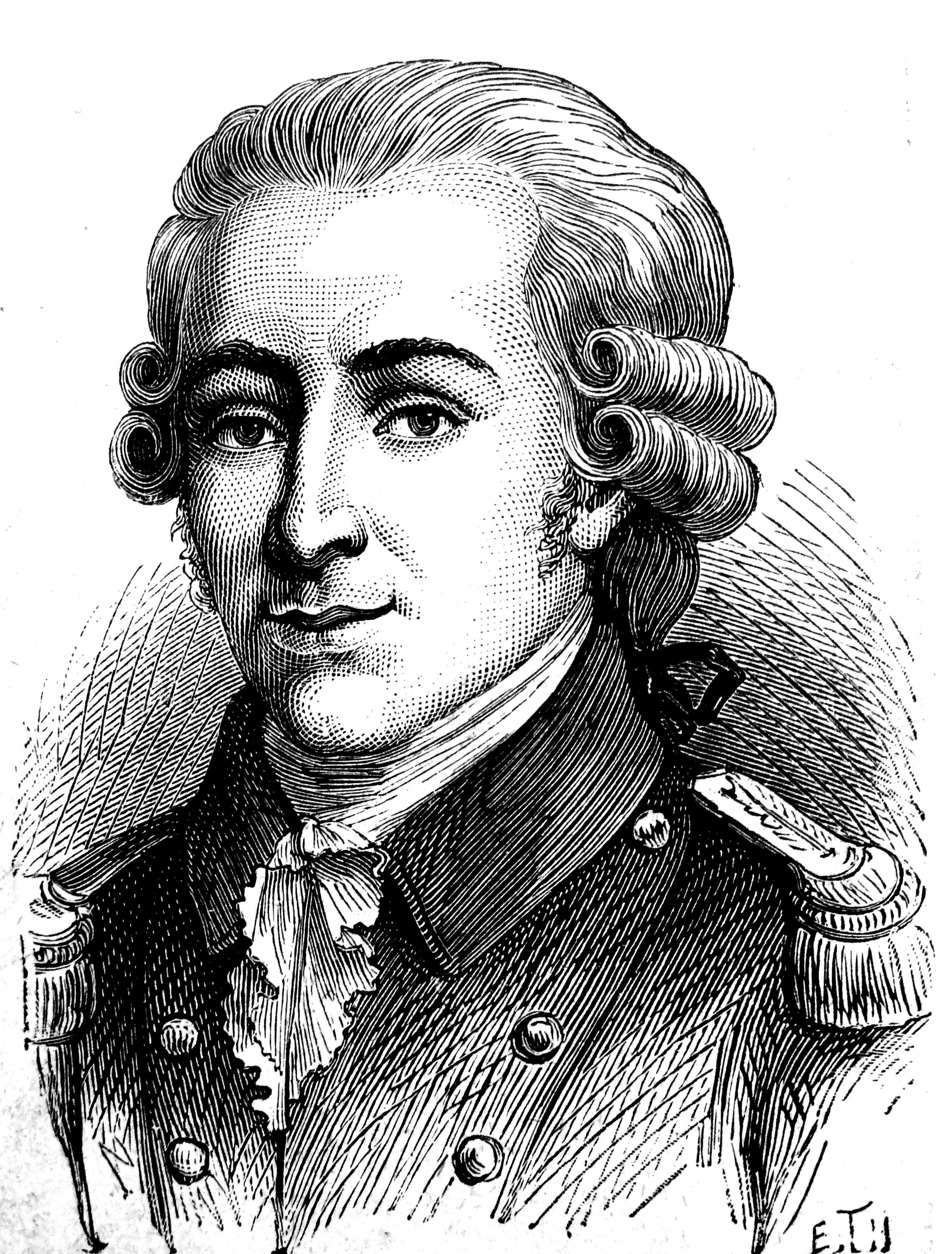
Thomas de Mahy (Album du Centenaire)

Thomas de Mahy, marquès de Favras (Feings, 26 de març de 1744 – París, 19 de febrer de 1790) va ser un aristòcrata i militar francès que va donar suport a la Casa de Borbó durant la Revolució francesa.

## Biografia
Nasqué al castell de Favras, prop de Blois, i pertanyia a una antiga família la noblesa de la qual es remuntava al segle xii, però empobrida. Als 17 anys va ser capità dels Dragons i va fer alguns serveis al final de la Guerra dels 7 Anys. El 1772 va ser lloctinent de la Guàrdia Suïssa del futur rei Lluís XVIII de França, aleshores comte de Provença. Es retirà el 1775.
Favras es casà l'any 1776 amb Victoria Hedwig Karoline, princesa d'Anhalt-Bernburg-Schaumburg. Després del matrimoni, Favras anà a Viena i passà algun temps a Varsòvia. L'any 1787 va ser autoritzat a enviar una legió patriòtica per ajudar l'Stadtholder neerlandès, Guillem IV i els seus aliats prussians.
Retorna a París el 1789, i va estar en els plans reialistes iniciats pel futur Lluís XVIII de França per salvar el rei Lluís XVII i acabar amb la Revolució Francesa. Per tal de finançar aquest projecte, el comte de Provença, usant un dels seus cavallers el comte de la Chàtre, com a intermediari, comissionà Favras per negociar un préstec de dos milions de francs dels banquers Schaumel i Sartorius.

### Arrest, judici i execució
Favras va ser traït per alguns dels seus oficials. En un pamflet que circulava per París, el 23 de desembre de 1789, es deia que Favras va ser escollit pel comte de Provença per organitzar i elaborar un pla contra el poble de França. En aquest pla, el Rei, la Reina i els seus fills serien rescatats del Palau de les Teuleries i portats fora del país. Aleshores, el comte de Provença seria declarat regent del regne amb poder absolut. Simultàniament, serien assassinats Jacques Necker, Jean Sylvain Bailly i el Marquès de La Fayette. A més s'hauria tallat el subministrament d'aliments a la població per matar-la de fam.
A conseqüència d'aquest pamflet, Favras i la seva esposa van ser arrestats i empresonats a la presó d'Abbaye, i el comte de Provença ràpidament desmentí el lligam amb Favras, en un discurs davant la Comuna de París i en una carta a l'Assemblea Constituent.
Favras va ser jutjat durant dos mesos. Fins i tot Sylvain Maréchal, l'editor anarquista del periòdic republicà Révolutions de Paris, va admetre que les evidències contra Favras eren insuficients. Tanmateix, un atemptat armat per a alliberar-lo per part d'alguns reialistes (gener de 1790) que va ser frustrat per La Fayette, incrementaren les sospites dels parisencs i el 18 de febrer de 1790, Favras va ser sentenciat a la forca.
Favras refusà donar a les autoritats informació sobre el seu pla i la sentència va ser portada a terme a la Plaça de Grève.

### Llegat
Favras es considera generalment com un màrtir dels reialistes francesos per no haver volgut implicar el futur rei Lluís XVIII (comte de Provença), i Madame de Favras va rebre una pensió per part de Lluís XVI. La vídua va deixar França, i el seu fill Charles de Favras en la restauració borbònica va rebre una assignació de Lluís XVIII. El 1805, la seva filla Caroline es casà amb Rudolf von Stillfried-Rattonitz (1764–1833).